# グレース・ルーズベルト
グレース・ルーズベルト（Grace Roosevelt, 1867年6月3日 - 1945年11月29日）は、アメリカ・ニューヨーク州ハイドパーク出身の女子テニス選手。黎明期の全米選手権（現在の全米オープンテニス）の女子競技で、1歳年下の妹エレン・ルーズベルト（1868年 - 1954年）とともに「姉妹テニス選手」として活躍した。フルネームは Grace Walton Roosevelt （グレース・ウォルトン・ルーズベルト）という。
グレースとエレンのルーズベルト姉妹は、アメリカ合衆国第32代大統領フランクリン・ルーズベルトのいとこでもある。全米選手権の第1回女子シングルス優勝者エレン・ハンセルの回想によれば、ルーズベルト家はテニスコートつきの裕福な家庭で、コーチであった父親は娘たちを「一対の見せ物の子馬」のように扱ったという。
現在は「全米オープン」として知られるテニス競技大会は、1881年から男子シングルスと男子ダブルスが始まり、女子シングルスはそれから6年後の1887年に第1回の競技大会が行われた。最初期の時代は、各部門が個別の名称を持ち、大会会場も別々のテニスクラブで開かれていた。女子シングルス部門は、1887年から「全米女子シングルス選手権」（U.S. Women's National Singles Championship）という名前で始まり、グレースとエレンは第2回大会の1888年から全米女子シングルス選手権に参加し始めた。グレースは2度目の出場だった1889年に「チャレンジ・ラウンド」（挑戦者決定戦）の準決勝まで進出する。女子ダブルス部門は、女子シングルスに2年遅れて1889年から「全米女子ダブルス選手権」として始まり、グレースとエレンのルーズベルト姉妹は1890年に第2回大会の優勝者となった。
ところが、1891年の女子シングルス「チャレンジ・ラウンド」決勝で、グレースはマーベル・カーヒル（アイルランド）に 3-6, 5-7 で敗れ、大会前年度優勝者との「オールカマーズ・ファイナル」進出を逃してしまう。1890年度の女子シングルス優勝者は妹のエレンであり、グレースはエレンとの姉妹対決のチャンスを逃したことになる。チャレンジ・ラウンドを制したカーヒルは、「オールカマーズ・ファイナル」でもエレンに 6-4, 6-1, 4-6, 6-3 の4セットで勝利を収めた。女子ダブルス決勝でも、ルーズベルト姉妹はカーヒルとエンマ・モーガンの組に敗れ、2人は単複ともカーヒルの前で苦杯をなめた。エレンは1893年に混合ダブルス競技の第2回大会で優勝したが、ルーズベルト姉妹としての活躍は1891年に終わっている。
ルーズベルト姉妹の引退後、ジュリエットとキャスリーンの「アトキンソン姉妹」が全米選手権で活躍を始めた。黎明期の全米選手権において、ルーズベルト姉妹とアトキンソン姉妹は傑出した「姉妹テニス選手」として女子競技の歴史に名前を刻んだ。グレースは後にアップルトン・クラーク（Appleton Clark）と結婚し、1945年11月29日に故郷のニューヨーク州・ハイドパークで78歳の生涯を閉じた。